# Magsaysay (Palawan)
Magsaysay è una municipalità di quinta classe delle Filippine, situata nella Provincia di Palawan, nella regione di Visayas Occidentale. Occupa una parte dell'isola di Cuyo e alcune isole minori.
Magsaysay è formata da 11 baranggay:
- Alcoba
- Balaguen
- Canipo
- Cocoro
- Danawan (Pob.)
- Emilod
- Igabas
- Lacaren
- Los Angeles
- Lucbuan
- Rizal